# Philaccolilus kokodanus
Philaccolilus kokodanus är en skalbaggsart som beskrevs av Balke, Larson, Hendrich och Konyorah 2000. Philaccolilus kokodanus ingår i släktet Philaccolilus och familjen dykare. Inga underarter finns listade i Catalogue of Life.